# James Larkin
James (Big Jim) Larkin (em irlandês: Séamas Ó Lorcáin; 1874-1947), foi um líder sindical e revolucionário socialista, nascido em Liverpool, Inglaterra, a 28 de Janeiro de 1874, filho de pais irlandeses. Cresceu no meio da pobreza, tendo uma educação formal reduzida ao ver-se obrigado a trabalhar em diferentes empregos sendo ainda uma criança, antes de chegar a dedicar-se por completo a organizar o sindicato em 1905.
Foi para a Irlanda em 1907, onde fundou a União Geral Irlandesa de Trabalhadores do Transporte, o Partido Trabalhista da Irlanda e, mais tarde, a União de Trabalhadores da Irlanda.
No entanto, ele é se calhar mais conhecido pelo seu papel no lockout de 1913 em Dublin. O “Grande Jim” continua a ocupar um lugar de destaque na memória colectiva dublinesa.

## Início de vida
A família Larkin viveu nos bairros pobres de Liverpool durante os primeiros anos da sua vida, e desde a idade de sete anos assistiu à escola às manhãs e ao trabalho às tardes, para colaborar com as economias da família –um recurso habitual na classe trabalhadora da Inglaterra da altura. À idade de catorze anos, após a morte do pai, incorporou-se como aprendente à fábrica onde o pai tinha trabalhado, mas foi despedido dali a dois anos. Ficou desempregado durante um tempo até arranjar empregos primeiro como marinheiro e depois como estivador. Em 1903, foi capataz nas docas, e a 8 de Setembro desse ano casou com Elizabeth Brown.
Desde 1893, Larkin tinha desenvolvido interesse polo socialismo, chegando a ser membro do Partido Trabalhista Independente. Em 1905, foi um dos poucos capatazes a aderir à greve das docas de Liverpool. Foi eleito para o comité de greve, e como consequência veio a perder o emprego de capataz. Mas o seu papel no conflito impressionou a União Nacional de Trabalhadores das Docas (NDLU, em inglês), que o elegêrom temporariamente como organizador. Mais tarde, ganhou umha posição permanente junto da União, e em 1906 foi enviado para a Escócia, onde organizou com grande sucesso os trabalhadores de Preston e Glasgow.

## Organizando o movimento operário da Irlanda (1907 – 1914)
Em Janeiro de 1906, Larkin assumiu o seu primeiro erro em nome do movimento sindical irlandês, quando chegou a Belfast para organizar, no seio da NDLU, os trabalhadores das docas da cidade. Tal aconteceu quando sindicalistas e empregados, rejeitando umha proposta salarial, o que levou os estivadores à greve em Junho. Carreteiros e carvoeiros aderiram logo, resolvendo as suas reivindicações depois de um mês. Larkin tentou unificar a luta dos trabalhadores protestantes e católicos, até persuadir a polícia para aderir à greve, mas esta acabou sem nengum êxito significativo em Novembro. Surgiram pressões na liderança da greve entre Larkin e o secretário-geral da NDLU, James Sexton. O papel do segundo, que o substituiu durante as negociações, apoiando um desastroso acordo para os últimos grevistas, foi o derradeiro conflito entre ambos.
Em 1908, Larkin deslocou-se para o sul e organizou os trabalhadores em Dublin, Cork e Waterford com considerável sucesso. O seu envolvimento contra as instruções sindicais, em disputa com Dublin, resultou na expulsom dele da NDLU. O sindicato processou-o mais tarde por desvio de fundos sindicais para o financiamento de uma greve de trabalhadores decidida sem apoio oficial do aparelho. Após o julgamento e a condena em 1910, ele iria três meses para a prisão, numa sentença vista pola maioria como injusta.
Após a sua expulsão da NDLU, Larkin fundou a União Geral de Trabalhadores do Transporte da Irlanda (ITGWU, nas siglas inglesas), no fim de Dezembro de 1908. A organização existe ainda hoje sob o nome de União Profissional e Técnica Indústria dos Serviços (SIPTU). Na altura, ganhou filiação rpaidamente à custa do ramo da NDLU em Dublin, Cork, Dundalk e Waterford, enquanto os de Derry e Drogheda ficaram com a União Britânica e o de Belfast se cindiu junto de outras correntes menores. No ano seguinte, Larkin deslocou-se até Dublin, onde chegaria a constituir a base fundamental do ITGWU e o núcleo da toda a sua futura actividade sindical na Irlanda.
Em Junho de 1911, Larkin fundou um jornal,  The Irish Worker, para construir uma alternativa de classe à imprensa capitalista. Esse órgão caracterizou-se pelas campanhas de difusão e a veemente denúncia das injustiças sofridas pelos trabalhadores. As suas colunas incluíram ainda colaborações de intelectuais, até a sua proibição pelas autoridades em 1915.
Junto a James Connolly, Larkin participou na fundação do Partido Trabalhista Irlandês, em 1912. Depois desse ano, foi eleito para a autarquia de Dublin. 

## O Lockout de Dublin, 1913
A inícios de 1913, larkin conseguiu alguns importantes sucessos nos conflitos da indústria dublinesa, através de greves e boicotes. Os empregados das suas maiores empresas sem influência sindical foram o alvo das ambições da organização de Larkin: Guinnes e a Companhia Unitária dos Eléctricos de Dublin. 
O pessoal de Guinness era bem pago e aliciado com generosos lucros por uma gerência paternalista, e como isso ele mostrava pouco interesse na actividade sindical. As coisas eram diferentes na Companhia Unitária dos Eléctricos. O presidente, industrial e proprietário de um jornal, William Martin Murphy, foi determinado para não permitir que o ITGWU sindicalizasse a sua mão-de-obra. No dia 15 de Agosto ele despediu quarenta funcionários suspeitos de integrarem o ITGWU, seguido por outros 300 uma semana mais tarde. No dia 26 de Agosto, os operários da Companhia Unitária dos Eléctricos de Dublin entraram em greve. Pressionados por Murphy, mais de quatro centenas de empregadores da cidade retaliaram obrigando os seus funcionários a assinar uma promessa para não se filiarem no ITGWU nem aderirem a greves de apoio.
O conflito industrial resultante foi o mais agudo na história da Irlanda. Os patrões enfrentaram em Dublin o maior lockout dos seus funcionários, quando o último se recusou a assinar a promessa, vendo-se na obrigação de empregando trabalhadores ilegais vindos da Grã-Bretanha e doutras zonas da Irlanda.
Os trabalhadores de Dublin, entre o mais pobres da altura no Reino Unido, conseguiram sobreviver graças a doações do Congresso de União de Comércios Britânico (TUC) e outras fontes na Irlanda, distribuídas pelo ITGWU.
Durante sete meses, o lockout afectou dezenas de milhares de trabalhadores e empregadores de Dublin, com Larkin retratado como o vilão por três jornais principais de Murphy, o  Irish Independent, o Sunday Independent e o Evening Herald. Outros líderes no ITGWU naquele tempo foram James Connolly e William X. O O'Brien, enquanto as figuras influentes como Pádraig Pearse, Condessa Markievicz e Mordomo William Yeats apoiaram os funcionários nuns media maioritariamente críticos com Larkin.
O locaute concluiu no início de 1914, quando os apelos de Larkin e Connolly à extensão da greve solidária à Grã-Bretanha foram rejeitadas pelo TUC britânico. Embora as acções do ITGWU e o mais pequeno UBLU fossem mal sucedidas na conquista de melhorias salariais e nas condições dos trabalhadores, marcaram um divisor de águas na história de trabalho na Irlanda. O princípio de acção de união e solidariedade de trabalhadores tinha sido firmemente estabelecido. E porventura mais importante, o discurso de Larkin, a condenar a pobreza e a injustiça e apelando ao levantamento dos oprimidos, marcou a consciência 
colectiva de maneira duradoura.

## Larkin na América, 1914 - 1923
Alguns meses depois que o lockout terminou, Larkin partiu para os Estados Unidos. Ele quis recuperar-se da tensão do conflito e angariar fundos para a união. A sua decisão deixou chocados muitos ativistas do sindicato. Lá, ele aderiu ao Partido Socialista da América, e fez trabalho sindical na central Workers of the World. Aderente entusiástico da União Soviética, foi expulso do Partido Socialista da América em 1919 junto com numerosos simpatizantes dos bolcheviques.
Os discursos de Larkin em apoio à União Soviética, a sua relação com membros fundadores do recém nascido Partido Comunista Americano e as suas publicações radicais tornaram-no em alvo "do Pânico Vermelho" que varria a nação; foi encarcerado em 1920, acusado de 'anarquia criminal'. Condenado a entre cinco e dez anos na prisão de Sing Sing. Em 1923, seria perdoado e depois deportado por Alfred E. Smith, o Governador de Nova Iorque.

## Regresso à Irlanda e activismo comunista
À sua chegada à Irlanda em Abril de 1923, Larkin recebeu boas-vindas e tratamento de herói, e imediatamente começou a viajar pelo país, mantém encontros com activistas sindicais apela ao fim da Guerra Civil. Contudo, logo entrou em disputa com William O'Brien, que na sua ausência se tinha tornado a figura principal no ITGWU, no Partido Trabalhista Irlandês e no Congresso Sindial (Trade Union Congress). Larkin foi ainda oficialmente o secretário geral do ITGWU, mas livrou-se uma luta amarga entre os dois dirigentes, que se prolongaria por mais de vinte anos.
Em Setembro de 1923, Larkin formou a Liga de Trabalhadores Irlandeses (Irish Workers League, IWL), que irá ser posteriormente reconhecida pela Internacional Comunista (Komintern) como a secção irlandesa do movimento comunista mundial. Em 1924, Larkin assistiu ao congresso da Komintern e foi eleito para o seu comité executivo. Contudo, a Liga nom foi organizada como um partido político, nem manteve um congresso geral, o que incapacitou para o sucesso a eficácia política. A sua actividade mais proeminente no seu primeiro ano foi angariar fundos para os presos republicanos da Guerra Civil.
Durante a ausência do Larkin no congresso da Komintern em 1924 (e ao que parece contra as suas instruções), seu irmão Peter cindiu o seu sector de apoiantes da IWL, formando a União dos Trabalhadores da Irlanda (Worker's Union of Ireland, WUI). A nova união rapidamente cresceu, ganhando a lealdade de aproximadamente dois terços da filiação de Dublin do ITGWU e de um menor número de filiados rurais. Ficou filiada à pró-soviética Internacional Sindical Vermelha (Profintern). Porém, como o IWL, o WUI não conseguiria um grande crescimento, responsabilizando alguns a própria direcção de Larkin das limitações do projecto.
Em Janeiro de 1925, a Komintern enviou o militante britânico Bob Stewart à Irlanda para estabelecer um partido comunista em cooperação com Larkin. Uma conferência de fundação formal da Liga de Trabalhadores da Irlanda, que devia assumir esse papel, foi realizada em Maio de 1925. Um fiasco seguiu-se quando os organizadores descobriram no ultimo momento que Larkin não tinha intenção de assistir. Sentindo que o partido proposto não pode ter sucesso sem ele, a tal conferência foi cancelada quando estava para começar numa sala lotada Mansion House dublinesa.
Na eleição geral de Setembro de 1927, Larkin concorreu em Dublin Norte e foi eleito. Esta é tida por única ocasião em que um reconhecido comunista foi eleito a Dáil Éireann. Contudo, não chegou a tomar posse do novo cargo, devido a uma disputa pela denúncia apresentada por William O'Brien, que o obrigava a uma indemnização que se recusou a pagar. Larkin foi ainda mal sucedido nas suas tentativas nos anos a seguir na tentativa de ser nomeado para um posto de agente comercial da União Soviética na Irlanda, coincidindo com um progressivo afastamento da órbita soviética.
A União Soviética, por sua vez, tinham ido ficando cada vez mais impacientes com a sua liderança ineficaz. A inícios da década de 30, Larkin afastava-se efectivamente da sua influência. Se na eleição geral 1932 ele tinha fracassado como candidato comunista, a partir de 1933 apresentou-se como "Trabalhador Independente". Durante este período, aproximou-se da Igreja Católica. Afinal, em 1936, recuperou o seu assento na Autarquia de Dublin. 
Recuperou ainda, na eleição geral 1937, o seu assento de Dáil mas perdeu-o novamente no ano a seguir. Neste período, a Workers' Union of Ireland também se converteu na corrente principal do movimento sindical, sendo admitido no  Dublin Trades Council (Conselho Sindical de Dublin) em 1936, embora o ITUC não aceitasse a sua adesão como sócio até 1945.

## Regresso ao Partido Trabalhista e morte
Em 1941, o Governo apresenta uma reforma da lei sindical. Inspirado numa estrutura sindical interna proposta por William O'Brien, foi avaliada como uma ameaça pelas mais pequenas organizações sindicais e pelos ramos irlandeses dos sindicatos britânicos. Larkin e o WUI desempenharam um importante papel na campanha mal sucedida contra a nova normativa legal. Depois da sua aprovação, ele e os seus sectores de apoio pediram a admissão no Partido Trabalhista, onde foram considerados com compaixão por muitos membros.
O'Brien contestou a admissão de Larkin desfiliando o ITGWU do partido, formando o Partido Nacional Trabalhista (National Labour Party) e reclamando a influência comunista na tendência trabalhista. Larkin chegaria a ser deputado do Partido Trabalhista em Dáil Éireann nos anos 1943 e 1944.
James Larkin morreu enquanto dormia no dia 30 de Janeiro de 1947. O seu funeral teve participação maciça e foi celebrado pelo Arcebispo Católico de Dublin, John Charles McQuaid, com milhares de pessoas a alinhar nas ruas da cidade à passagem do carro funerário a caminho do Cemitério de Glasnevin.